# Spoorlijn Keulen - Bingen
De spoorlijn Keulen - Bingen, onderdeel van de Linker Rheinstrecke, is een Duitse spoorlijn en als spoorlijn 2630 Keulen - Bingen en tegenspoor 2638 tussen Köln Hbf en Köln West onder beheer van DB Netze.
Goederentreinen maken gebruik van spoorlijn 2640 tussen Köln West en Hürth-Kalscheuren.
Parallel aan dit traject loopt aan de oostelijke oever van de Rijn de spoorlijn Mülheim-Speldorf - Niederlahnstein.

## Geschiedenis

#### Bonn-Cölner Eisenbahn-Gesellschaft
Het eerste trajectdeel tussen Köln en Bonn werd door de Bonn-Cölner Eisenbahn-Gesellschaft (BCE) geopend op 15 februari 1844.
Het traject begon in Köln in het toenmalige Bahnhof Köln St. Pantaleon.
Het traject werd op 21 januari 1856 tussen Bonn en Rolandseck aan de grens tussen de deelstaat Noordrijn-Westfalen en Rijnland-Palts in 1859 geopend. Ook werd het traject tussen Köln St. Pantaleon en Köln Hbf in 1859 geopend.

#### Rheinische Eisenbahn-Gesellschaft
Na overname van de Rheinische Eisenbahn-Gesellschaft (REG) werd het traject tussen Rolandseck over Remagen en Andernach naar Koblenz in 1858 door de BCE geopend. Het traject tussen Koblenz langs het landschap van de Mittelrheintal en de grensplaats Bingerbrück (tegenwoordig: Bingen) van het toenmalige königlich preußisch / großherzoglich hessischen werd op 15 december 1859 geopend.

### Bruggen
Tussen de spoorlijn Keulen - Bingen en de spoorlijn Mülheim-Speldorf - Niederlahnstein zijn op meerdere plaatsen verbindingen gebouwd tussen beide lijnen.
- Spoorwegveer Bonn-Oberkassel - Bonn werd tussen 1870 en 1914 gebruikt voor de oeververbinding tussen Bonn-Oberkassel en Bonn.
- De Ludendorffbrug in de spoorlijn Unkel - aansluiting Kripp is tussen 1916 en 1919 gebouwd ligt tussen Erpel en Remagen. Deze brug werd in op 17 maart 1945 verwoest door verzwakking van de constructie en overbelasting door toenemend vervoer.
- De Kronprinz-Wilhelm-Brücke in de spoorlijn Neuwied - Koblenz Mosel Güterbahnhof werd tussen 1916 en 1918 gebouwd ligt tussen Neuwied-Engers en Urmitz. Deze brug is in 1954 herbouwd als Urmitzer Eisenbahnbrücke.
- Horchheimer Eisenbahnbrücke in de spoorlijn Wetzlar - Koblenz werd tussen 1878 en 1879 gebouwd ligt tussen Koblenz Horchheim en Koblenz Oberwerth.

### Tunnels
Drie tunnels, Bank tunnel; 367 meter, Bett tunnel; 236 meter en Kammereck tunnel; 289 meter in de spoorlijn ten zuiden van Koblenz moeten worden gerenoveerd. In plaats daarvan zou ook een nieuwe 4,5 kilometer lange tunnel gebouwd kunnen worden.

## Treindiensten
De Deutsche Bahn verzorgt het personenvervoer op dit traject met ICE, IC, RE en RB treinen. Enkele treindiensten worden uitgevoerd door trans regio.
| Serie      | Treinsoort                          | Route | Bijzonderheden |
| ---------- | ----------------------------------- | --- | --- |
| ICE 10     | InterCityExpress (DB Fernverkehr)   | Berlin Gesundbrunnen – Berlin Hbf – Berlin Spandau – Wolfsburg Hbf – Hannover Hbf – [ Bremen Hbf – Oldenburg (Oldb) Hbf ] / [ Bielefeld Hbf – Hamm (Westf) – [ Hagen Hbf – Wuppertal Hbf – Köln Hbf – Bonn Hbf – Koblenz Hbf ] / [ Dortmund Hbf – Bochum Hbf – Essen Hbf – Mülheim (Ruhr) Hbf – Duisburg Hbf – Düsseldorf Flughafen – Düsseldorf Hbf – Köln Messe/Deutz – Köln Hbf ] | Vanaf Hamm één treindeel naar Keulen en één naar Düsseldorf. Één trein per dag tussen Berlijn en Oldenburg.                                                                                               |
| ICE 31     | InterCityExpress (DB Fernverkehr)   | Hamburg-Altona – Hamburg Dammtor – Hamburg Hbf – Hamburg-Harburg – Bremen Hbf – Osnabrück Hbf – Münster Hbf – Dortmund Hbf – Hagen Hbf – Wuppertal Hbf – Solingen Hbf – Köln Hbf – Bonn Hbf – Koblenz Hbf – Bingen (Rhein) Hbf – Mainz Hbf – Frankfurt (Main) Flughafen Fernbahnhof – Frankfurt (Main) Hbf – Hanau Hbf – Würzburg Hbf – Nürnberg Hbf – Ingolstadt Hbf – München Hbf | Elk uur tussen Hamburg en Frankfurt. Éénmaal per twee uur tussen Frankfurt en Nürnberg. Enkele treinen door tot München.                                                                                  |
| ICE 91     | InterCityExpress (DB Fernverkehr)   | [ Hamburg-Altona – Hamburg Dammtor – Hamburg Hbf – Hamburg-Harburg – Hannover Hbf – Kassel-Wilhelmshöhe – Fulda ] / [ [ Hamburg Hbf – Hamburg-Harburg – Bremen Hbf – Osnabrück Hbf – Münster (Westf) Hbf – Dortmund Hbf – Hagen Hbf – Wuppertal Hbf – Solingen Hbf ] / [ Dortmund Hbf – Bochum Hbf – Essen Hbf – Duisburg Hbf – Düsseldorf Hbf ] – Köln Hbf – Bonn Hbf – Koblenz Hbf – Mainz Hbf – Frankfurt (Main) Flughafen Fernbahnhof – Frankfurt (Main) Hbf – Hanau Hbf ] – Würzburg Hbf – Nürnberg Hbf – Regensburg Hbf – Plattling – Passau Hbf – Wels Hbf – Linz Hbf – St. Pölten Hbf – Wien Meidling – Wien Hbf – Flughafen Wien-Schwechat | Rijdt elke twee uur tussen Frankfurt en Wenen. Enkele treinen vanaf Hamburg via Dortmund. Één trein vanaf Hamburg via Hannover.                                                                           |
| IC/EC 30   | Intercity (DB Fernverkehr)          | [ [ Westerland (Sylt) – Husum ] / [ Hamburg-Altona ] – Hamburg Dammtor ] / [ Ostseebad Binz – Stralsund Hbf – Rostock Hbf – Bützow – Bad Kleinen – Schwerin Hbf ] – Hamburg Hbf – Hamburg-Harburg – Bremen Hbf – Osnabrück Hbf – Münster Hbf – Dortmund Hbf – Bochum Hbf – Essen Hbf – Duisburg Hbf – Düsseldorf Hbf – Köln Hbf – Bonn Hbf – Remagen – Andernach – Koblenz Hbf – Mainz Hbf – Mannheim Hbf – [ Heidelberg Hbf – Vaihingen (Enz) – Stuttgart Hbf ] / [ Karlsruhe Hbf – Baden-Baden – Freiburg (Breisgau) Hbf – Basel Bad Bf – Basel SBB – Zürich Hbf – Sargans – Landquart – Chur ]                                                   | Enkele treinen vanaf Binz en Westerland tot Stuttgart. |
| IC 31      | Intercity (DB Fernverkehr)          | [ [ Kiel Hbf – Neumünster ] / [ Hamburg-Altona ] – Hamburg Dammtor ] / [ Fehmarn-Burg – Oldenburg (Holst) – Lübeck Hbf ] – Hamburg Hbf – Hamburg-Harburg – Bremen Hbf – Osnabrück Hbf – Münster Hbf – Dortmund Hbf – Hagen Hbf – Wuppertal Hbf – Solingen Hbf – Köln Hbf – Bonn Hbf – Remagen – Andernach – Koblenz Hbf – Boppard Hbf – Bingen (Rhein) Hbf – Mainz Hbf – Frankfurt (Main) Flughafen Fernbahnhof – Frankfurt (Main) Hbf – Hanau Hbf – Würzburg Hbf – Nürnberg Hbf – Regensburg Hbf – Plattling – Passau Hbf | Twee treinen per dag per richting. 's Zomers één trein vanaf Fehmarn. |
| IC 35      | Intercity (DB Fernverkehr)          | [ Norddeich Mole ] / [ Emden Außenhafen ] – Emden Hbf – Leer (Ostfriesl) – Papenburg (Ems) – Meppen – Lingen (Ems) – Rheine – Münster (Westf) Hbf – Recklinghausen Hbf – Gelsenkirchen Hbf – Oberhausen Hbf – Duisburg Hbf – Düsseldorf Hbf – Köln Hbf – Bonn Hbf – Remagen – Andernach – Koblenz Hbf – Bingen (Rhein) Hbf – Mainz Hbf – Worms Hbf – Mannheim Hbf – [ Karlsruhe Hbf – Offenburg – Donaueschingen – Singen (Hohentwiel) – Konstanz ] / [ Heidelberg Hbf – Vaihingen (Enz) – Stuttgart Hbf ] | Rijdt eenmaal per twee uur, op vrijdag en zaterdag rijdt er één trein vanaf Emden Hbf naar Konstanz. Op zondag rijdt er één trein vanaf Konstanz naar Emden Hbf. Enkele treinen van/naar Emden Außenhafen |
| IC 55      | Intercity (DB Fernverkehr)          | Dresden Hbf – Riesa – Leipzig Hbf – Flughafen Leipzig/Halle – Halle (Saale) Hbf – Magdeburg Hbf – Braunschweig Hbf – Hannover Hbf – Bielefeld Hbf – Hamm (Westf) – Dortmund Hbf – [ Hagen Hbf – Wuppertal Hbf – Solingen Hbf – Köln Hbf ] / [ Bochum Hbf – Essen Hbf – Mülheim (Ruhr) Hbf – Duisburg Hbf – Düsseldorf Hbf – Köln Hbf – Bonn Hbf – Koblenz Hbf – Mainz Hbf – Mannheim Hbf – Heidelberg Hbf – Stuttgart Hbf – Ulm Hbf – Memmingen – Kempten (Allgäu) Hbf – Immenstadt – Oberstdorf ] | 1x per dag Leipzig - Oberstdorf via Duisburg en Düsseldorf. |
| RE 2       | Regional-Express (DB / Vlexx)       | Koblenz Hbf – Boppard Hbf – Oberwesel – Bingen (Rhein) Hbf – Mainz Hbf – Frankfurt (Main) Flughafen Regionalbahnhof – Frankfurt (Main) Hbf | |
| RE 5 (RRX) | Regional-Express (National Express) | Wesel – Oberhausen Hbf – Duisburg Hbf – Düsseldorf Hbf – Köln Hbf – Bonn Hbf – Remagen – Andernach – Koblenz Hbf | Rhein-Express |
| RE 12      | Regional-Express (DB Regio NRW)     | Köln Messe/Deutz – Köln Hbf – Erftstadt – Euskirchen – Nettersheim – Jünkerath – Gerolstein – Bitburg-Erdorf – Trier Hbf | Eifel-Mosel-Express Enkele treinen per dag |
| RE 17      | Regional-Express (Vlexx)            | Koblenz Hbf – Boppard Hbf – Oberwesel – Bingen (Rhein) Hbf – Bad Kreuznach – Kaiserslautern Hbf | |
| RE 22      | Regional-Express (DB Regio NRW)     | Köln Messe/Deutz – Köln Hbf – Erftstadt – Euskirchen – Nettersheim – Jünkerath – Gerolstein | Eifel-Express |
| RB 23      | Regionalbahn (DB Regio Mitte)       | Mayen Ost – Mendig – Kruft – Andernach – Weißenthurm – Urmitz – Koblenz Hbf – Niederlahnstein – Bad Ems West – Nassau (Lahn) – Balduinstein – Fachingen (Lahn) – Limburg (Lahn) | |
| RB 24      | Regionalbahn (DB Regio NRW)         | Köln Messe/Deutz – Köln Hbf – Erftstadt – Euskirchen – Nettersheim – Jünkerath – Gerolstein | Eifel-Bahn |
| RB 26      | Regionalbahn (Trans regio)          | Köln Messe/Deutz – Köln Hbf – Brühl – Bonn Hbf – Bonn-Bad Godesberg – Rolandseck – Remagen – Andernach – Koblenz Hbf – Boppard Hbf – Oberwesel – Bingen (Rhein) Hbf – Ingelheim – Mainz Hbf | MittelrheinBahn |
| RB 27      | Regionalbahn (DB Regio Südwest)     | Mönchengladbach Hbf – Rheydt Hbf – Rommerskirchen – Köln Hbf – Troisdorf – Bonn-Oberkassel – Bad Honnef (Rhein) – Erpel (Rhein) – Koblenz Hbf | Rhein-Erft-Bahn |
| RB 30      | Regionalbahn (DB Regio NRW)         | Bonn Hbf – Bonn-Bad Godesberg – Remagen – Ahrweiler – Dernau – Mayschoß – Altenahr – Ahrbrück | Rhein-Ahr-Bahn |
| RB 48      | Regionalbahn (National Express)     | Wuppertal-Oberbarmen – Wuppertal Hbf – Solingen Hbf – Köln Messe/Deutz – Köln Hbf – (Brühl – Bonn Hbf – Bonn-Bad Godesberg – Bonn-Mehlem) | Rhein-Wupper-Bahn 2x per uur Wuppertal-Köln, 1x per uur van/naar Bonn-Mehlem |

## Aansluitingen
In de volgende plaatsen is of was er een aansluiting op de volgende spoorlijnen:
Köln Hauptbahnhof
DB 2600, spoorlijn tussen Keulen en Aken
DB 2608, spoorlijn tussen Köln Hauptbahnhof - Köln-Ehrenfeld
DB 2610, spoorlijn tussen Keulen en Kranenburg
DB 2616, spoorlijn tussen Köln Hauptbahnhof en Köln Betriebsbahnhof
DB 2618, spoorlijn tussen Köln Hauptbahnhof en Köln-Nippes
DB 2620, spoorlijn tussen Köln Hauptbahnhof en Köln-Worringen
DB 2622, spoorlijn tussen Keulen en Düren
DB 2633, spoorlijn tussen Köln Hauptbahnhof en Köln-Deutz, buitenste sporen
DB 2639, spoorlijn tussen Köln Hauptbahnhof en Köln-Deutz, binnenste sporen
DB 2670, spoorlijn tussen Keulen en Duisburg
Köln West
DB 2613, spoorlijn tussen Köln West en Köln-Ehrenfeld
DB 2615, spoorlijn tussen Köln West en Köln-Longerich
DB 2617, spoorlijn tussen Köln Betriebsbahnhof en Köln-West
Köln Süd
DB 2641, spoorlijn tussen Köln Süd en Köln-Kalk Nord (DB 2640)
DB 2642, spoorlijn tussen Köln Süd en Köln Bonntor
Köln Eifeltor
DB 2643, spoorlijn tussen Köln Eifeltor en Köln Bonntor (DB 2640)
DB 2644, spoorlijn tussen Köln Eifeltor en Köln Hafen (DB 2640)
Hürth-Kalscheuren
DB 2631, spoorlijn tussen Keulen en Trier-Ehrang
DB 2632, spoorlijn tussen Kalscheuren W63 en Kalscheuren W36
lijn tussen Kalscheuren en Ville
Bonn Hauptbahnhof
DB 8, spoorlijn tussen Bonn en Oberkassel
DB 2645, spoorlijn tussen Bonn en Euskirchen
DB 9265, spoorlijn tussen Hersel en Bonn-Bendenfeld
lijn tussen Bonn en Poppelsdorf
Remagen
DB 3000, spoorlijn tussen Remagen en Adenau
aansluiting Kripp
DB 3009, spoorlijn tussen Unkel en de aansluiting Kripp
aansluiting Ahrbrücke
DB 3018, spoorlijn tussen de aansluiting Ahrbrücke en de aansluiting Reisberg
Andernach
DB 3005, spoorlijn tussen Andernach en Gerolstein
DB 3006, spoorlijn tussen Andernach en Andernach-Rheinwerft
Brohl-Lützing
DB 9302, smalspoorlijn tussen Brohl-Lützing en Kempenich
Koblenz-Lützel
DB 3011, spoorlijn tussen Neuwied Koblenz Mosel Güterbahnhof
DB 3014, spoorlijn tussen de aansluiting Kesselheim en Koblenz-Lützel
DB 3015, spoorlijn tussen Koblenz-Lützel en Mayen Ost
Koblenz Hauptbahnhof
DB 3010, spoorlijn tussen Koblenz en Perl
DB 3012, spoorlijn tussen Koblenz Moselbrücke W325 en Koblenz Hauptbahnhof W42
DB 3013, spoorlijn tussen Koblenz Hauptbahnhof W25 en Koblenz Mosel Güterbahnhof
DB 3710, spoorlijn tussen Wetzlar en Koblenz
Boppard Hauptbahnhof
DB 3020, spoorlijn tussen Simmern en Boppard
Bingen (Rhein) Hauptbahnhof
DB 3510, spoorlijn tussen Bingen en Mainz
DB 3511, spoorlijn tussen Bingen en Saarbrücken

## Elektrische tractie
Het traject werd in 1959 geëlektrificeerd met een wisselspanning van 15.000 volt 16⅔ Hz.

## Afbeeldingen

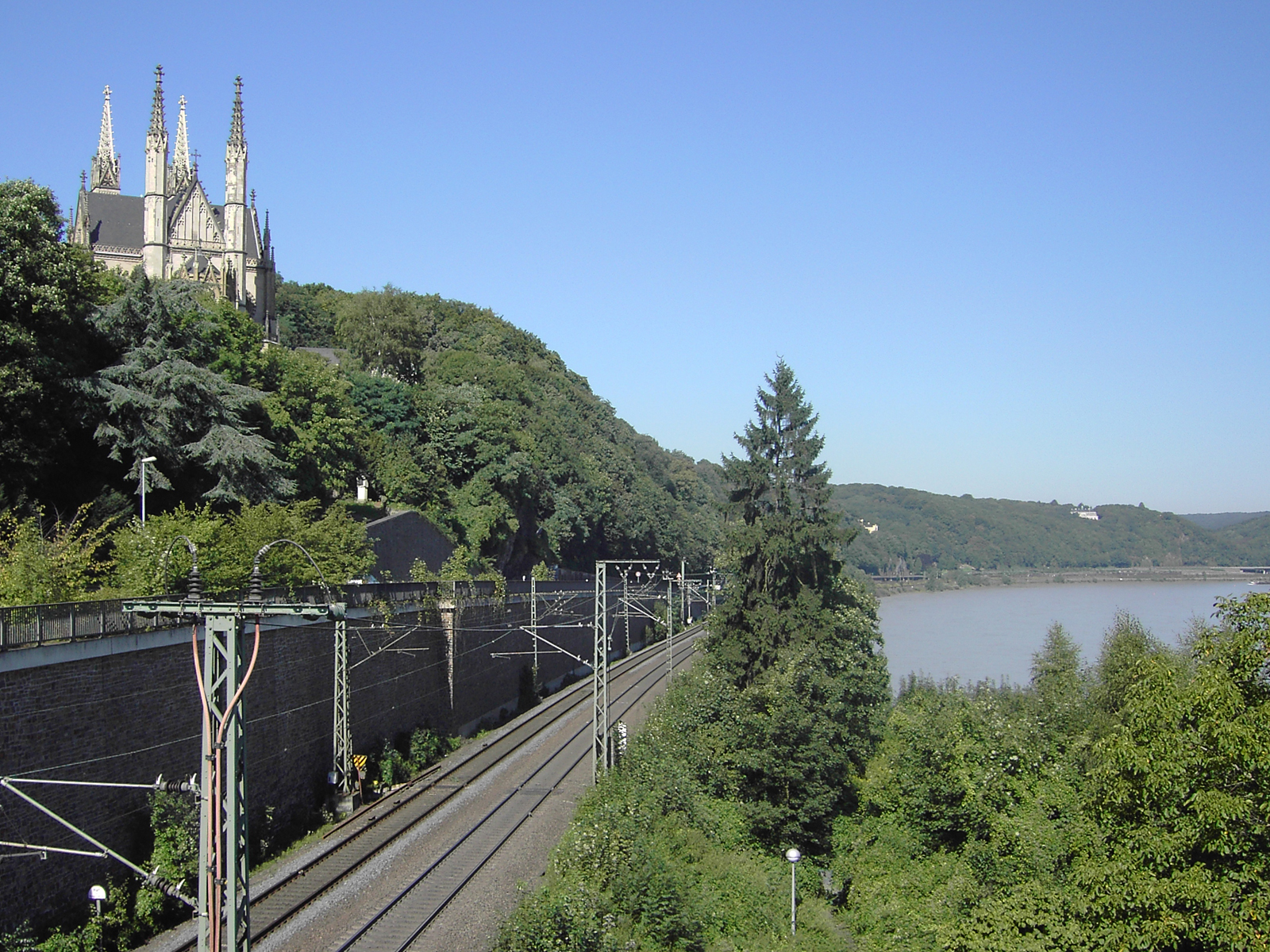
Bij Remagen
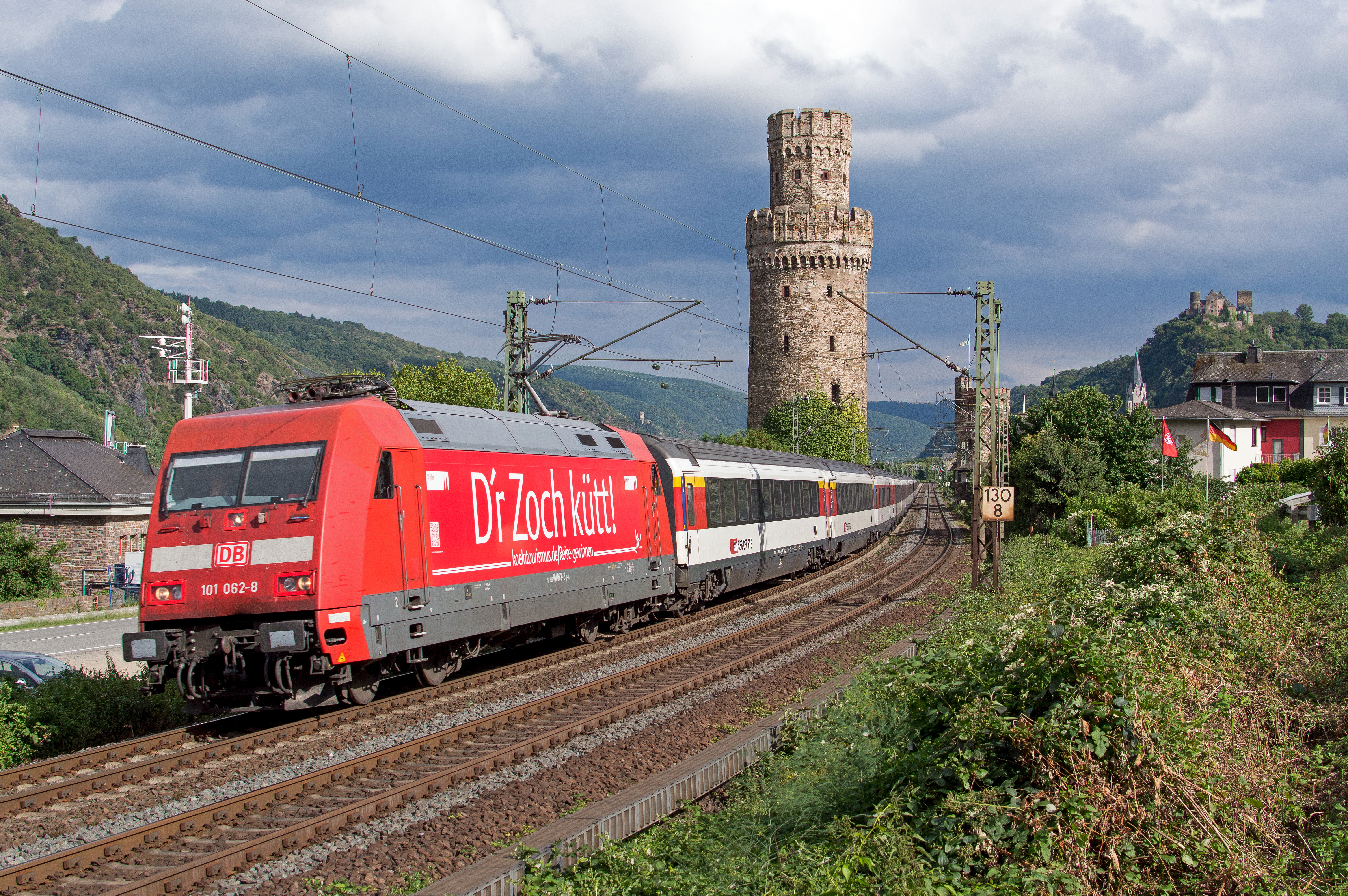
Bij Oberwesel